# Forstwirtschaftliche Vereinigung Oberpfalz
Die Forstwirtschaftliche Vereinigung Oberpfalz (FV Oberpfalz) ist ein privatrechtlicher Zusammenschluss nach § 37 Bundeswaldgesetz. Die Rechtsfähigkeit des wirtschaftlichen Vereins gemäß § 22 Bürgerliches Gesetzbuch wurde am 11. Januar 2011 durch das Bayerische Staatsministerium für Ernährung, Landwirtschaft und Forsten verliehen.
Ziel der Forstwirtschaftlichen Vereinigung Oberpfalz ist unter anderem das Hinwirken auf die Anpassung der forstwirtschaftlichen Erzeugung und des Absatzes von Forsterzeugnissen an die Erfordernisse des Marktes.
Alle Forstbetriebsgemeinschaften und Waldbesitzervereinigungen im Regierungsbezirk Oberpfalz sind Mitglieder in der Forstwirtschaftlichen Vereinigung Oberpfalz. Sie sieht sich als Dienstleister und Bindeglied zwischen privaten sowie kommunalen Waldbesitzern und der rohholzabnehmenden Industrie.
Zu den Hauptaufgaben zählen:
- vertrauensvolle und intensive Zusammenarbeit mit den Forstbetriebsgemeinschaften und Waldbesitzervereinigungen in der gesamten Oberpfalz
- Suche nach alternative Vermarktungsmöglichkeiten zur Überwindung der Nachteile aus geringer Flächengröße, Gemengelage und Besitzzersplitterung im Privat- und Kommunalwald
- Koordination des Holzabsatzes, d. h. eine bestmögliche Vermarktung des Rohstoffes Holz bei einer sich laufend ändernden Absatzsituation
- politische Interessenvertretung und Austausch mit sämtlichen berufsständischen Vertretungen

## Geschichte
Die Gründungsversammlung fand am 6. April 1973 in Nabburg statt. Unter der Leitung des damaligen Präsidenten des Bayerischen Bauernverbandes Richard Koch wählten die Vertreter von 23 Forstbetriebsgemeinschaften (Mitgliedsfläche: 78.000 ha) ihre erste Vorstandschaft.
Der erste Vorsitzende wurde Johann Bäuml.
Am 12. November 1973 wurde die Forstwirtschaftliche Vereinigung Oberpfalz offiziell anerkannt. Die Anerkennungsurkunde überreichte der Bayerische Ministerpräsident Dr. Alfons Goppel anlässlich des Oberpfälzer Waldbauerntages am 29. März 1974.
Die Förderung und der Erhalt des Privat- und Körperschaftswaldes, die Anpassung der forstwirtschaftlichen Erzeugnisse an die Erfordernisse des Marktes, die Beratung der Mitglieder sowie die Koordinierung des Absatzes sind Vereinszweck.
Mit der Bündelung von Holzmengen und dem Abschluss von Rahmenvereinbarungen im Bereich des Faserholzes wurde bereits 1980 begonnen.
Auch für das damals schwer absetzbare Schwachholz wurden neue Vermarktungswege gesucht. Hierzu wurde am 4. November 1993 die Schwachholz-Verwertungs GdbR mbH Oberpfalz gegründet. Die daraus hervorgegangene Firma konnte sich aufgrund der schwierigen Marktsituation nicht behaupten.
Dem Bereich des Energieholzes widmete sich die Forstwirtschaftliche Vereinigung Oberpfalz bereits sehr früh. 1992 wurde in Grafenwöhr die erste Hackschnitzelanlage als Pilotprojekt im kommunalen Bereich in Betrieb genommen. Der Verein leistete hier intensive Überzeugungsarbeit für diese Pioniertechnik. 1995 folgte das nächste Biomasseheizkraftwerk in Sibyllenbad.
Ab dem Jahr 2000 konnten die Rahmenvertragsmengen kontinuierlich gesteigert werden.  Die vielfältigen Interessen der Privat- und Kommunalwaldbesitzer, das reichhaltige Angebot an Baumarten verschiedener Altersklassen und regionale Unterschiede werden durch die Bündelungsfunktion der FV Oberpfalz zusammengefasst. Die Abnehmerseite kann mit wenigen Ansprechpartnern über größere Vertragsmengen verhandeln.
Derzeit sind über 23.000 Waldbesitzerinnen und Waldbesitzer mit einer Fläche von 193.000 Hektar in den Forstbetriebsgemeinschaften und Waldbesitzervereinigungen organisiert.

## Vereinsorgane
Die Organe sind:
- Vorstand
- Ausschuss
- Mitgliederversammlung

### Vorstand
Der Vorstand setzt sich aus drei jeweils nach § 26 Bürgerliches Gesetzbuch alleinvertretungsberechtigten Vorsitzenden sowie drei Beisitzer zusammen.
Die Vorstandsmitglieder werden von der Mitgliederversammlung mit einfacher Mehrheit auf die Dauer von drei Jahren gewählt und bleiben bis zur Neuwahl im Amt.

### Ausschuss
Der Ausschuss besteht aus dem 1. Vorsitzenden, der zugleich auch als Ausschussvorsitzender fungiert und mindestens drei und höchstens sechs weiteren Mitgliedern, die von der Mitgliederversammlung gewählt werden.
Die Mitgliederversammlung beschließt auf Vorschlag des Vorstandes die konkrete Zahl der Ausschussmitglieder.

### Mitgliederversammlung
Die Mitglieder üben ihre Rechte grundsätzlich in der Mitgliederversammlung aus. Die laut Satzung zugewiesenen Aufgaben sind unter anderem die Wahl von Vorstand und Ausschuss, Beschlussfassungen über Satzungsänderungen, die Entlastung der Vorstandschaft sowie Genehmigung des vom Vorstand vorgelegten Haushaltsvoranschlages.

#### Liste
- FBG Amberg – Schnaittenbach
- FBG Eschenbach
- FBG Kemnath
- FBG Neustadt – Nord
- FBG Neustadt – Süd
- FBG Tirschenreuth
- WBV Bad Kötzting
- WBV Berching – Neumarkt
- WBV Cham – Roding
- WBV Eslarn – Vohenstrauß
- WBV Floß und Umgebung
- WBV Hemau
- WBV Hohen Bogen
- WBV Illschwang-Birgland
- WBV Lamer Winkel
- WBV Nabburg – Burglengenfeld
- WBV Neunburg vorm Wald – Oberviechtach
- WBV Parsberg
- WBV Pielenhofen
- WBV Regensburg – Nord
- WBV Regensburg – Süd
- WBV Schierling
- WBV Sulzbach – Rosenberg
- WBV Waldmünchen
- WBV Waldsassen – Neualbenreuth